# (2223) Sarpedón
(2223) Sarpedón es un asteroide que forma parte de los asteroides troyanos de Júpiter y fue descubierto por el equipo del Observatorio de la Montaña Púrpura desde el observatorio homónimo de Nankín, China, el 4 de octubre de 1977.

## Designación y nombre
Sarpedón se designó inicialmente como 1977 TL3.
Más tarde, en 1981, fue nombrado por Sarpedón, un personaje de la mitología griega e hijo de Zeus y Laodamía.

## Características orbitales
Sarpedón orbita a una distancia media de 5,229 ua del Sol, pudiendo alejarse hasta 5,31 ua y acercarse hasta 5,148 ua. Tiene una inclinación orbital de 15,96 grados y una excentricidad de 0,01551. Emplea en completar una órbita alrededor del Sol 4368 días.

## Características físicas
La magnitud absoluta de Sarpedón es 9,41. Tiene un diámetro de 94,63 km y un periodo orbital de 22,74 horas. Se estima su albedo en 0,034. Sarpedon está asignado al tipo espectral DU de la clasificación Tholen.